# Сморгонский район
Сморго́нский райо́н (бел. Смаргонскі раён) — административно-территориальная единица на северо-востоке Гродненской области Республики Беларусь. Площадь — 1498 км². Население — 47 776 человек (на 1 января 2025 года). Административный центр — город Сморгонь.
На территории района расположен Кревский замок.

## Геральдика
Герб и флаг учреждены Указом Президента Республики Беларусь от 1 декабря 2004 года № 590 и зарегистрированы в Государственном геральдическом регистре 16 декабря 2004 года № Б-19 и № Б-20. Одобрены решением Сморгонского районного Совета депутатов от 11 апреля 2003 года № 2-15.

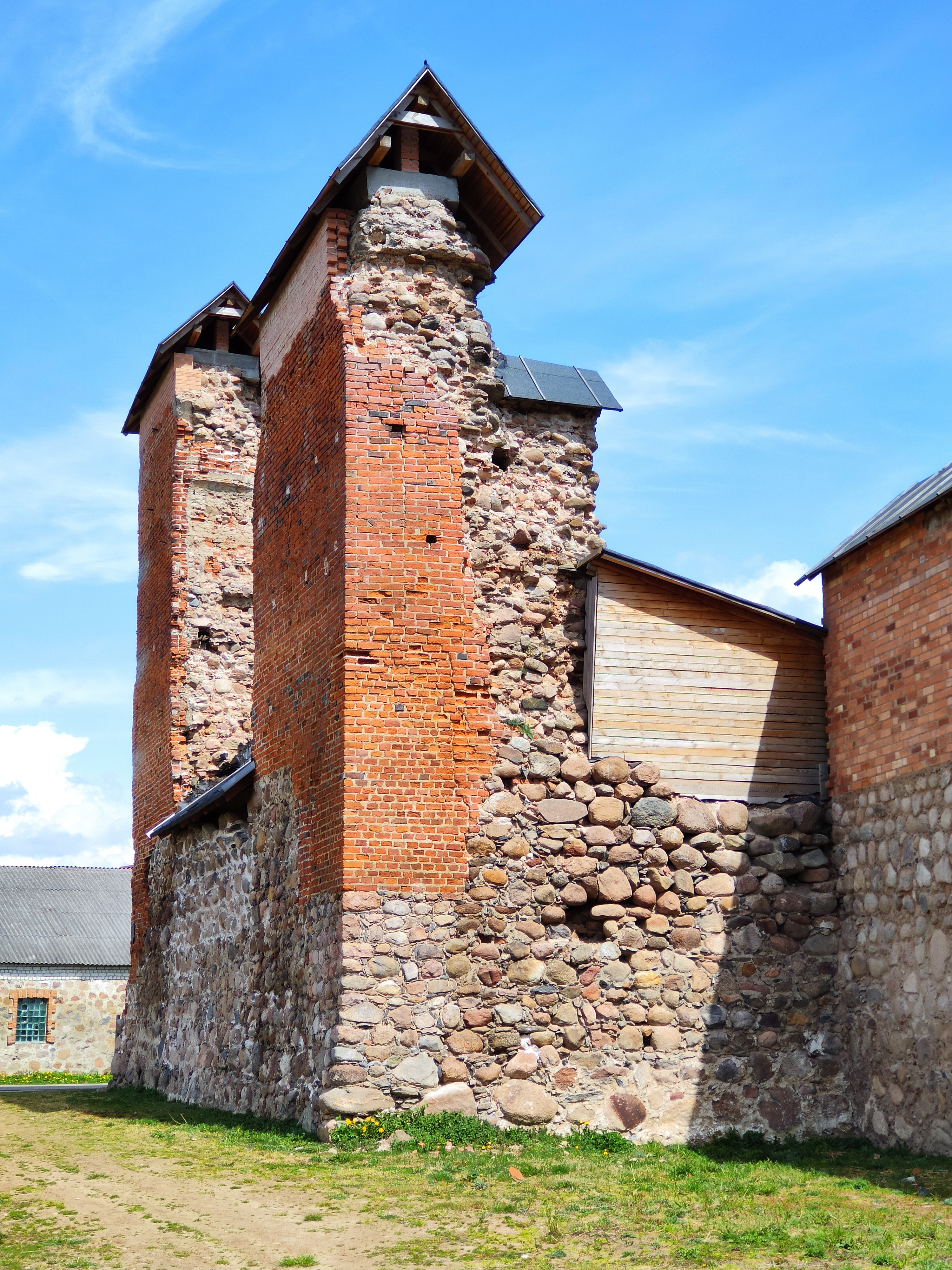
Кревский замок

## Природные условия

### Географическое положение
Сморгонский район расположен на западе Восточно-Европейской равнины, между 54°12´30" и 54°50’00" северной широты, в условиях умеренно континентального климата. Расстояние до Балтийского моря — 360 км, до Чёрного — 925 км. Территория района вытянута с севера на юг на 65 км и с запада на восток на 35 км. Граничит на северо-востоке, востоке и юге с Мядельским, Молодечненским и Воложинским районами Минской области, а на западе и северо-западе — с Ошмянским и Островецким районами Гродненской области.

### Рельеф и полезные ископаемые
Северная и центральная части района расположены на Нарочано-Вилейской равнине, рельеф пологоволнистый, пересечённый долинами рек; южная — на Ошмянской возвышенности, рельеф холмистый. Общий уклон территории с юга на север. Преобладают высоты 140—200 метров, максимальная — 320 метров (гора Милидовская), минимальная — 121 метр (урез реки Вилия на северной границе района).
На территории Сморгонского района находятся 10 месторождений песчано-гравийного материала (запасы 5,6 млн м³), 4 месторождения глин и суглинок (7,5 млн м³), 25 месторождений торфа (11,4 млн тонн).

### Климат
Сморгонский район расположен в умеренном поясе в области умеренно континентального климата. Среднегодовая температура воздуха +5,5 °С, средняя температура января −6,8 °С (минимальная −37 °С), июля +17,6 °С (максимальная +35 °С). Протяжённость периода с температурой воздуха выше 0 °С — 230—235 суток. Осадков выпадает в среднем 670 мм в год (за тёплый период 430—450 мм). Количество дней с осадками — 170—190 за год. Устойчивый снежный покров лежит около 80 суток, высота — 25—30 сантиметров. В летний период преобладают ветры юго-западного и южного направлений, в зимний — северо-западного и северного.

### Гидрография
Все реки и водоемы на территории района принадлежат к бассейну реки Неман, а в его составе — к бассейну Балтийского моря. Большинство из них относится к бассейну крупнейшего притока Немана реки Вилии, протекающей в центральной части района. Водоёмы южной части района относятся к бассейну реки Березина, протекающей на небольшом участке (0,9 км) границы с Воложинским районом. Самые крупные озера в районе — Свирь и Вишневское, расположены на северо-восточной границе района. Крупнейший искусственный водоём — Рачунское водохранилище, построено в 1959 году для энергетических целей (работала Рачунская ГЭС) на реке Ошмянка. Болота занимают 3,8 % территории.

#### Крупнейшие реки
| Название  | Приток реки | Длина, км | Длина в пределах района, км | Площадь водосбора, км² |
| --------- | ----------- | --------- | --------------------------- | ---------------------- |
| Вилия     | Неман       | 498       | 77                          | 25100                  |
| Березина  | Неман       | 226       | 0,9                         | 4000                   |
| Ошмянка   | Вилия       | 105       |                             | 1490                   |
| Кревлянка | Березина    | 20        | 20                          | 112                    |
| Оксна     | Вилия       | 20        | 20                          | 104                    |
| Кернава   | Ошмянка     | 19        | 10                          |                        |
| Ластоянка | Березина    | 18        | 6                           |                        |
| Кужец     | Вилия       | 16        | 16                          | 100                    |
| Понарка   | Ошмянка     | 16        | 10                          | 90                     |
| Спяглица  | Нарочь      | 15,5      | 12,5                        |                        |
| Зуста     | Спяглица    | 15        | 15                          | 142                    |

#### Крупнейшие водоёмы
| Название                | Бассейн реки | Площадь поверхности, км² | Размеры, км × км | Максимальная глубина, м | Запасы воды, млн. м³ | Площадь водосбора, км² |
| ----------------------- | ------------ | ------------------------ | ---------------- | ----------------------- | -------------------- | ---------------------- |
| Свирь                   | Страча       | 22,28                    | 14,1 × 2,27      | 8,7                     | 104,3                | 324                    |
| Вишневское              | Страча       | 9,97                     | 4,38 × 3,52      | 6,3                     | 19,79                | 56,2                   |
| Рыжее                   | Ошмянка      | 0,65                     | 1,2 × 0,65       |                         | 3,35                 |                        |
| Мёртвое                 | Ошмянка      | 0,4                      | 0,3 × 0,3        |                         |                      |                        |
| Туща                    | Страча       | 0,34                     | 0,85 × 0,66      | 2                       | 0,49                 | 6,1                    |
| Рачунское водохранилище | Ошмянка      | 1,4                      | 5,5 × 0,75       | 4,7                     | 2,3                  | 840                    |
| Карьер Белое            | Вилия        | 1,58                     |                  |                         |                      |                        |

### Растительный и животный мир
Леса произрастают на 38 % территории района — наибольшую площадь занимают сосновые леса (54 %), на севере и западе района распространены еловые леса (21,9 %), изредка встречаются берёзовые рощи (15,5 %), дубравы (3,4 %), ольховые (2,3 %) и осиновые (0,7 %) леса. Крупнейший лесной массив (40 км²) находится на левобережье Вилии к северу от Сморгони.
Луга занимают площадь 22,9 тыс. га, что составляет 16 % территории района. По характеру растительности и водного питания они подразделяются на суходольные (19,8 %), низменные (75 %) и заливные (5,2 %). Здесь растут тимофеевка луговая, овсяница, василёк луговой, осока чёрная и просяная и др.
В районе насчитывается 25 небольших болот общей площадью 5,7 тыс. га (3,8 % территории). Болота встречаются низинного (Березовик) и верхового типа (Дубатовское). Низинные болота отличаются богатым растительным покровом, где встречаются злаки, осоки, хвощи, а также ольха, берёза, сосна. Верховые болота более бедны. В них доминируют сфагновые мхи, росянка, вереск, багульник и клюква.
Фауну района составляют типичные представители европейского смешанного леса: лось, косуля, дикий кабан, лиса, барсук, белка, волк, заяц-русак. В водоёмах живут бобры, выдры, ондатры; также они богаты рыбой: судак, лещ, язь, щука, карась, окунь. Из пресмыкающихся распространены ящерицы-веретеницы, ужи, гадюка, медянка. Из птиц чаще всего встречаются берестянки, сойки, пеночки, мухоловки, кулики.

### Охраняемые территории
- Заказник республиканского значения «Дубатовское» — биологический, площадь 720 га. Охраняемый элемент — места природного произрастания клюквы на одноимённом болоте верхового типа, встречается редкое охраняемое растение — купальник горный.

- Заказник «Мартишки» — ландшафтно-геоморфологический, площадь 2,5 тыс. га. Охраняемый элемент — типичные формы ледникового рельефа и соответствующие отложения, составляющие эталонный ледниковый комплекс, сформировавшийся 17—20 тысяч лет назад.

- Заказник «Трилесина» — ландшафтный геолого-геоморфологический и палеонтологический, площадь 1,5 тыс. га. Охраняемые элементы — водно-ледниковые, аллювиальные и болотные образования эпохи голоцена, комплекс ископаемых останков 25 видов млекопитающих.

- Заказник «Голубые озёра» — ландшафтно-ботанический, площадь 765 га. Охраняемые элементы — места произрастания купальника горного и сон-травы, природный комплекс группы небольших озёр ледникового происхождения.

Кроме того, на северо-востоке Сморгонского района расположена небольшая часть национального парка «Нарочанский», охраняемый элемент — природный комплекс озёр Свирь и Вишневское.

## История
Район образован 15 января 1940 г. Изначально входил в состав Вилейской области, в сентябре 1944 г. был включен в Молодечненскую область, а 20 января 1960 г. стал частью Гродненской области.
31 августа 1959 года к Сморгонскому району были присоединены 3 сельсовета упразднённого Свирского района. 25 декабря 1962 года был упразднён Островецкий район, и Сморгонскому району была передана часть его территории — 4 сельсовета (Гервятский, Михалишковский, Рындюнский, Спондовский). 6 января 1965 года три из них были переданы вновь образованному Островецкому району (Рындюнский сельсовет был упразднён в 1964 году, а его территория разделена между соседними). В 1985 году город Сморгонь был выделен в отдельную административную единицу областного подчинения.
5 ноября 1996 года одноименные административные единицы Сморгонский район и город Сморгонь, имеющие общий административный центр, объединены в одну административную единицу – Сморгонский район с административным центром город Сморгонь. В связи с объединением данных одноименных административных единиц упразднён Сморгонский городской Совет депутатов, Сморгонский городской исполнительный комитет и их органы. 
Сморгонский район (среди районов) признан победителем соревнования и занесен на Республиканскую доску почёта за достижение в 2024 году высоких результатов в сфере социально-экономического развития (вместе с Верхнедвинским районом, Жабинковским районом, Минским районом и Несвижским районом). 

## Демография
Численность населения — 47 776 человек (на 1 января 2025 года), в том числе городское — 35 072 человек (Сморгонь — 35 072 человек), сельское — 12 704 человек.
На 1 января 2024 года численность населения Сморгонского района составляет 48 464 человека (5-е место в Гродненской области), из них 35 422 человека проживает в Сморгони (73,1 % от общей численности населения), 13 042 — в сельской местности (26,9 %).
| Численность населения (по годам) | Численность населения (по годам) | Численность населения (по годам) | Численность населения (по годам) | Численность населения (по годам) | Численность населения (по годам) | Численность населения (по годам) | Численность населения (по годам) | Численность населения (по годам) | Численность населения (по годам) |
| 1996                             | 2001                             | 2002                             | 2003                             | 2004                             | 2005                             | 2006                             | 2007                             | 2008                             | 2009                             |
| -------------------------------- | -------------------------------- | -------------------------------- | -------------------------------- | -------------------------------- | -------------------------------- | -------------------------------- | -------------------------------- | -------------------------------- | -------------------------------- |
| 63 000                           | ▼60 954                          | ▼60 271                          | ▼59 449                          | ▼58 779                          | ▼57 947                          | ▼57 147                          | ▼56 435                          | ▼55 829                          | ▼55 604                          |
| 2010                             | 2011                             | 2012                             | 2013                             | 2014                             | 2015                             | 2016                             | 2017                             | 2018                             | 2019                             |
| ▼55 064                          | ▼54 658                          | ▼54 081                          | ▼53 775                          | ▼53 533                          | ▼53 113                          | ▼52 608                          | ▼52 166                          | ▼51 930                          | ▼50 965                          |
| 2020                             | 2021                             | 2022                             | 2023                             | 2024                             | 2025                             |                                  |                                  |                                  |                                  |
| ▲50 849                          | ▼50 428                          | ▼49 658                          | ▼49 189                          | ▼48 464                          | ▼47 776                          |                                  |                                  |                                  |                                  |

### Национальный состав
| Национальный состав по переписи населения 2009 года | Национальный состав по переписи населения 2009 года | Национальный состав по переписи населения 2009 года | Национальный состав по переписи населения 2019 2019 года | Национальный состав по переписи населения 2019 2019 года | Национальный состав по переписи населения 2019 2019 года |
| Народ                                               | Численность                                         | %                                                   | Народ                                                    | Численность                                              | %                                                        |
| --------------------------------------------------- | --------------------------------------------------- | --------------------------------------------------- | -------------------------------------------------------- | -------------------------------------------------------- | -------------------------------------------------------- |
| Белорусы                                            | 48 305                                              | 87,36 %                                             | Белорусы                                                 | ↘ 41 337                                                 | 81,11                                                    |
| Русские                                             | 3 567                                               | 6,45 %                                              | Русские                                                  | ↘ 3 106                                                  | 6,09                                                     |
| Поляки                                              | 1 108                                               | 2 %                                                 | Поляки                                                   | ↗ 4 200                                                  | 8,24                                                     |
| Украинцы                                            | 756                                                 | 1,37 %                                              | Украинцы                                                 | ↘ 553                                                    | 1,09                                                     |
| Литовцы                                             | 94                                                  | 0,17 %                                              | Литовцы                                                  | ↗ 136                                                    | 0,27                                                     |
| Татары                                              | 87                                                  | 0,16 %                                              | Татары                                                   | ↘ 45                                                     | 0,09                                                     |
| Армяне                                              | 69                                                  | 0,12 %                                              | Армяне                                                   | ↗ 81                                                     | 0,16                                                     |
| Азербайджанцы                                       | 31                                                  | 0,06 %                                              | Азербайджанцы                                            | ↘ 25                                                     | 0,05                                                     |
| Немцы                                               | 19                                                  | 0,03 %                                              | Немцы                                                    | ↘ 18                                                     | 0,04                                                     |
| Молдаване                                           | 11                                                  | 0,02 %                                              | Молдаване                                                | ↗ 14                                                     | 0,03                                                     |
| Лезгины                                             | 9                                                   | 0,02 %                                              | Лезгины                                                  | нд                                                       | нд                                                       |
| Узбеки                                              | 9                                                   | 0,02 %                                              | Узбеки                                                   | ↘ 6                                                      | 0,01                                                     |
| Латыши                                              | 8                                                   | 0,01 %                                              | Латыши                                                   | ↘ 6                                                      | 0,01                                                     |
| Чуваши                                              | 8                                                   | 0,01 %                                              | Чуваши                                                   | ↘ 3                                                      | 0,01                                                     |
| Грузины                                             | 7                                                   | 0,01 %                                              | Грузины                                                  | ↗ 13                                                     | 0,03                                                     |
| Евреи                                               | 7                                                   | 0,01 %                                              | Евреи                                                    | ↗ 47                                                     | 0,09                                                     |

### Половой состав
| Городское население | Городское население | Городское население | Городское население | Городское население | Городское население | Городское население | Сельское население | Сельское население | Сельское население | Сельское население | Сельское население | Сельское население | Сельское население |
|                     | 1999                | 1999                | 2009                | 2009                | 2019                | 2019                |                    | 1999               | 1999               | 2009               | 2009               | 2019               | 2019               |
| ------------------- | ------------------- | ------------------- | ------------------- | ------------------- | ------------------- | ------------------- | ------------------ | ------------------ | ------------------ | ------------------ | ------------------ | ------------------ | ------------------ |
| Мужчины, чел.       | 17 359              | 47,9 %              | ↘ 17 178            | 47,3 %              | ↘ 16 926            | 46,7 %              | Мужчины, чел.      | 12 225             | 48,4 %             | ↘ 9 102            | 47,9 %             | ↘ 7 090            | 48,1 %             |
| Женщины, чел.       | 18 850              | 52,1 %              | ↗ 19 105            | 52,7 %              | ↗ 19 311            | 53,3 %              | Женщины, чел.      | 13 045             | 51,6 %             | ↘ 9 911            | 52,1 %             | ↘ 7 638            | 51,9 %             |
| Всего, чел.         | 36 209              | 36 209              | ↗ 36 283            | ↗ 36 283            | ↘ 36 237            | ↘ 36 237            | Всего, чел.        | 25 270             | 25 270             | ↘ 19 013           | ↘ 19 013           | ↘ 14 728           | ↘ 14 728           |

## Административно-территориальное деление
Сморгонский район состоит из 7 сельсоветов и города Сморгонь. Всего в районе, не считая районного центра, 324 сельских населённых пункта.
| Территориальная единица (оригинальное название) | Территориальная единица (оригинальное название)      | Административный центр | Количество населённых пунктов, шт. | Площадь, км2 | Численность населения, чел. | Численность населения, чел. | Численность населения, чел. |
| Территориальная единица (оригинальное название) | Территориальная единица (оригинальное название)      | Административный центр | Количество населённых пунктов, шт. | Площадь, км2 | 2019                        | 2022                        | 2024                        |
| ----------------------------------------------- | ---------------------------------------------------- | ---------------------- | ---------------------------------- | ------------ | --------------------------- | --------------------------- | --------------------------- |
| 1                                               | Вишневский сельсовет (бел. Вишнёўскі сельсавет)      | аг. Вишнево            | 66                                 | 306,54       | 1850                        | ↘ 1660                      | ↘ 1569                      |
| 2                                               | Жодишковский сельсовет (бел. Жодзішкаўскі сельсавет) | аг. Жодишки            | 68                                 | 302,14       | 2800                        | ↘ 2558                      | ↘ 2412                      |
| 3                                               | Залесский сельсовет (бел. Залескі сельсавет)         | аг. Залесье            | 23                                 | 110,84       | 2432                        | ↘ 2365                      | ↘ 2312                      |
| 4                                               | Коренёвский сельсовет (бел. Каранёўскі сельсавет)    | аг. Осиновщизна        | 41                                 | 173,96       | 2237                        | ↘ 2129                      | ↘ 2122                      |
| 5                                               | Кревский сельсовет (бел. Крэўскі сельсавет)          | аг. Крево              | 66                                 | 245,23       | 1836                        | ↗ 1546                      | ↘ 1430                      |
| 6                                               | Синьковский сельсовет (бел. Сінькоўскі сельсавет)    | аг. Синьки             | 21                                 | 91,9         | 1269                        | ↘ 1136                      | ↘ 1002                      |
| 7                                               | город Сморгонь (бел. горад Смаргонь)                 | —                      | 1                                  | 21,45        | 36 156                      | ↘ 35 908                    | ↘ 35 422                    |
| 8                                               | Сольский (бел. Сольскі сельсавет)                    | аг. Солы               | 39                                 | 240,03       | 2733                        | ↘ 2475                      | ↘ 2355                      |
| Сморгонский район                               | Сморгонский район                                    | Сморгонский район      | 325                                | 1498         | 51 390                      | ↘ 49 658                    | ↘ 48 464                    |

Упразднённые сельсоветы на территории района:
- Белковщинский
- Войстомский
- Кушлянский
- Лылойтинский
- Ордашинский

## Местные органы

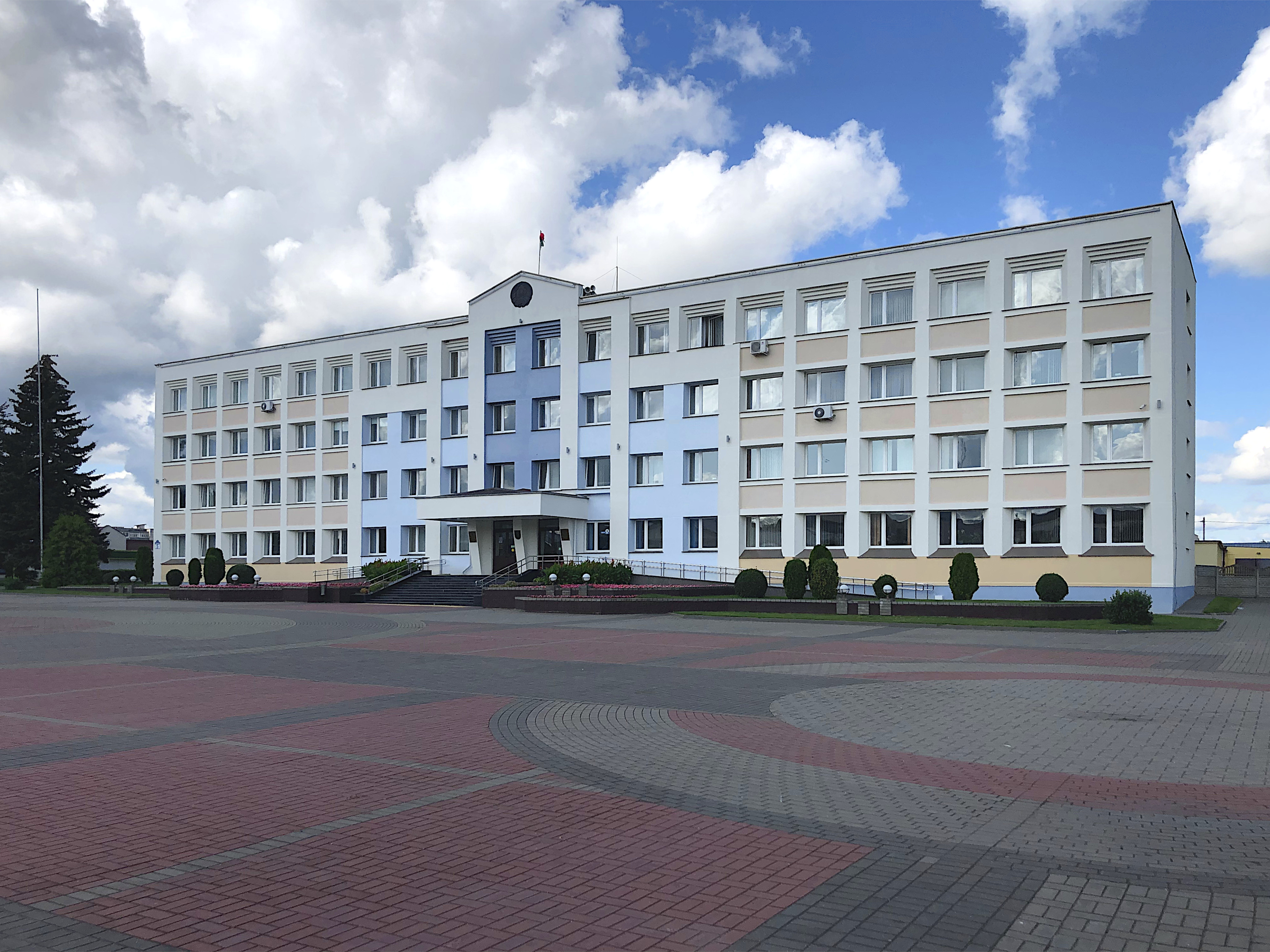
Здание Сморгонского райисполкома

Главой местной исполнительной власти является председатель Сморгонского районного исполнительного комитета, с декабря 2014 года этот пост занимает Геннадий Васильевич Хоружик. В структуру райисполкома входят:
- Управления: по труду, занятости и социальной защите, сельского хозяйства и продовольствия, экономики, образования, управление делами райисполкома.
- Отделы: по делам молодёжи, культуры, архитектуры и строительства, физической культуры, спорта и туризма, идеологической работы, жилищно-коммунального хозяйства, организационно-кадровой работы, записи актов гражданского состояния, финансовый, внутренних дел.

Местное самоуправление представлено Сморгонским районным Советом депутатов, председателем районного Совета депутатов является Сергей Николаевич Куденьчук. Выборы проходят по 39 избирательным округам.
В структуру Сморгонского районного Совета депутатов входят комиссии: по мандатам, законности, местному управлению и самоуправлению, по социальным вопросам, по экономике, бюджету и финансам, по аграрным вопросам и охране окружающей среды, по промышленности строительству, транспорту и жилищно-коммунальному хозяйству.
Депутатом Палаты представителей Национального собрания Республики Беларусь VII созыва по Сморгонскому избирательному округу № 59 в настоящее время является Свилло Виктор Збигневич.

## Экономика
Среднемесячная номинальная начисленная заработная плата (до вычета подоходного налога и некоторых отчислений) в 2017 году в районе составила 703 руб. (около 350 долларов). Район занял 4-е место в Гродненской области по уровню зарплаты после Гродно, Гродненского района и Островецкого района (средняя зарплата по области — 703,2 руб.) и 27-е место в стране из 129 районов и городов областного подчинения.

### Промышленность
В конце 2000-х годов в промышленном комплексе района доминировали машиностроение и металлообработка, удельный вес которых в районном объёме производства составлял 36,5 %, а также производство строительных материалов (удельный вес — 26 %), пищевая промышленность (24,2 %), мукомольно-крупяная и комбикормовая промышленность (9,4 %). В настоящее время на территории района осуществляют деятельность 305 предприятий, из них 35 государственных, 168 предприятий частной собственности, и 805 индивидуальных предпринимателей. Кроме того, на территории района размещены и осуществляют деятельность 9 иностранных и 6 совместных предприятий.
Производством промышленной продукции занимаются 18 предприятий. Наиболее крупными из них являются:
- ОАО «Сморгонский завод оптического станкостроения» (СЗОС)
- ИООО «Кроноспан»
- ООО «Белагротерминал»
- РУП «Сморгонский агрегатный завод»
- КУП «Сморгонский литейно-механический завод»
- ОАО «Сморгоньсиликатобетон».

Продукция предприятий района востребована как в странах дальнего зарубежья, так и в странах СНГ. За 2006 год объём внешней торговли составил 48,7 млн долларов США, в том числе экспорт — 36,1 млн долларов США, импорт — 12,5 млн долларов США. Основным внешнеторговым партнёром является Российская Федерация. Внешнеэкономическую деятельность осуществляют 66 субъектов предпринимательской деятельности, экспортные поставки производятся в 16 стран мира.

### Сельское хозяйство
Сельское хозяйство района специализируется на производстве мясо-молочной продукции в животноводстве и производстве зерна, рапса, сахарной свеклы, льна, картофеля и овощей в растениеводстве. Площадь сельскохозяйственных угодий составляет 61,5 тыс. га, из них пашни 34,5 тыс. га. Качественная оценка сельскохозяйственных угодий составляет 28,2 балла, пашни 30,6 балла. Производством продукции занимаются 9 сельскохозяйственных организаций и 28 фермерских хозяйств.
На территории района функционируют 3 перерабатывающих предприятия: ОАО «Сморгонские молочные продукты», ОАО «Сморгоньлён» и ПЧУП «Сморгонский комбинат хлебопродуктов».
Общая посевная площадь сельскохозяйственных культур в организациях района (без учёта фермерских и личных хозяйств населения) в 2017 году составила 34 867 га (349 км²). В 2017 году под зерновые и зернобобовые культуры было засеяно 17 147 га, под сахарную свеклу — 1500 га, под кормовые культуры — 14 036 га.
Валовой сбор зерновых и зернобобовых культур в сельскохозяйственных организациях составил 78,7 тыс. т в 2015 году, 46,2 тыс. т в 2016 году, 52,2 тыс. т в 2017 году. По валовому сбору зерновых в 2017 году район занял 12-е место в Гродненской области. Средняя урожайность зерновых в 2017 году составила 30,4 ц/га (средняя по Гродненской области — 39,7 ц/га, по Республике Беларусь — 33,3 ц/га). По этому показателю район занял 11-е место в Гродненской области. Валовой сбор свеклы сахарной в сельскохозяйственных организациях составил 62,4 тыс. т в 2016 году, 65,9 тыс. т в 2017 году. По валовому сбору сахарной свеклы в 2017 году район занял 11-е место в Гродненской области. Средняя урожайность сахарной свеклы в 2017 году составила 439 ц/га (средняя по Гродненской области — 533 ц/га, по Республике Беларусь — 499 ц/га); по этому показателю район занял 12-е место в Гродненской области.
На 1 января 2018 года в сельскохозяйственных организациях района (без учёта фермерских и личных хозяйств населения) содержалось 33,2 тыс. голов крупного рогатого скота, в том числе 11,5 тыс. коров, а также 22,5 тыс. свиней и 236,2 тыс. голов птицы. По поголовью крупного рогатого скота район занимает 13-е место в Гродненской области, по поголовью свиней — 12-е, по поголовью птицы — 3-е (после Гродненского и Слонимского).
В 2017 году предприятия района произвели 14,9 тыс. т мяса (в живом весе) и 59,5 тыс. т молока. По производству мяса район занимает 5-е место в Гродненской области. Средний удой молока с коровы — 5184 кг (средний показатель по Гродненской области — 5325 кг, по Республике Беларусь — 4989 кг).

### Транспорт

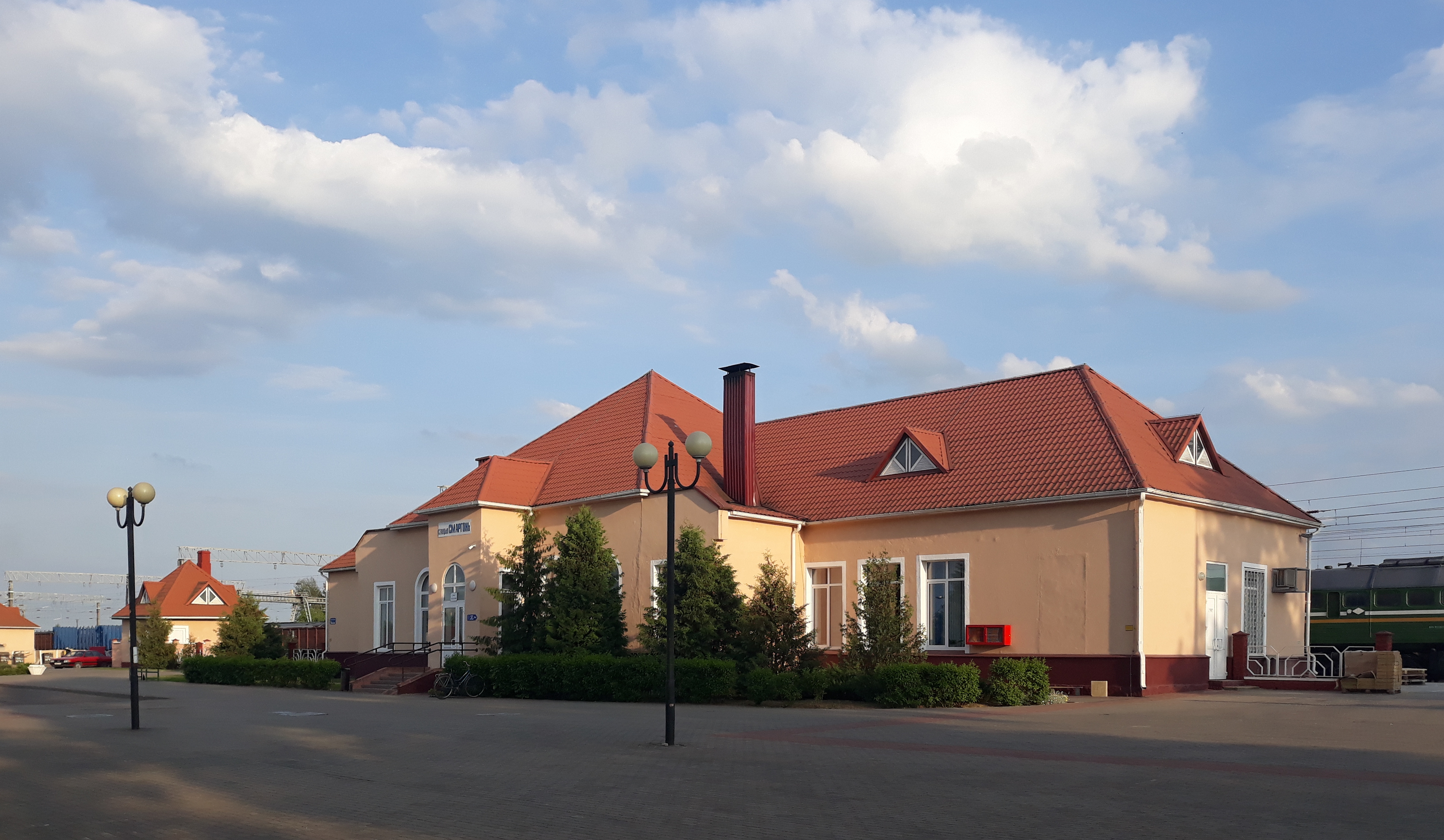
Железнодорожная станция в Сморгонь

По территории района проходит железная дорога Минск — Вильнюс (участок Молодечно — Гудогай), на которой расположено 3 станции и 3 остановочных пункта (ст. Залесье — о. п. Белосельский — о. п. Молодёжный — ст. Сморгонь — о. п. Гаути — ст. Солы); и небольшой отрезок железной дороги Молодечно — Лида.
По югу района проходит магистральная автодорога М7 (Минск — Ошмяны — граница Литовской Республики), которая является частью европейского маршрута E 28 (Берлин — Минск) и ветви B панъевропейского транспортного коридора IX.
Кроме того, по территории района проходят республиканские автомобильные дороги:
- Р63 Борисов — Вилейка — Ошмяны
- Р95 Лынтупы — Свирь — Сморгонь — Крево — Гольшаны
- Р106 Молодечно — Сморгонь; подъезд к городу Сморгонь

От автовокзала города Сморгонь отправляются автобусные рейсы по 33 пригородным и 7 междугородним маршрутам (Гродно, Свирь, Комарово, Молодечно, Минск, Барановичи). Через город проходит маршрут Поставы — Гродно.
В самом городе работают 12 маршрутов пассажирских автобусов: 9 — в регулярном сообщении, 3 — в экспрессном.

## Социальная сфера

### Строительство
Основные объёмы строительства выполняют ОАО «Строительно-монтажный трест № 41», ДРСУ-134, Сморгонское ПМС, а также ряд специализированных учреждений. За период с 2001 по 2006 гг. строительными организациями района введено в эксплуатацию 91 тыс. м² жилья, из них 38,5 тыс. м² — на селе. В 2006 году введены в эксплуатацию агрогородки Солы, Вишнево, Залесье и Жодишки.
ОАО «СМТ № 41» владеет базой по производству товарного бетона и раствора, сборного железобетона, имеет цех деревообработки по производству столярных изделий и отделочных материалов. Есть парк землеройной техники, строительных машин и автотранспорта. Трест успешно обеспечивает ввод объектов социальной сферы. Использование высококачественных отделочных материалов позволяет осуществлять работы в соответствии с общеевропейскими стандартами.

### Здравоохранение
Главным учреждением здравоохранения является Сморгонская центральная районная больница, в которой на 415 койках развернуты хирургическое, реанимационное, травматологическое, терапевтическое, кардиологическое, неврологическое, педиатрическое, инфекционное, акушерско-гинекологическое, отделения медицинской реабилитации.
В сельской местности расположены Кревская участковая больница и Войстомская больница сестринского ухода на 25 коек каждая. В деревне Жодишки расположена Гродненская областная психиатрическая больница.
Амбулаторно-поликлиническая сеть района включает в себя районную поликлинику, рассчитанную на 1150 посещений в смену, её филиал в микрорайоне «Восточный», детскую и женскую консультации, стоматологическое отделение; а также 5 врачебных амбулаторий и 18 фельдшерско-акушерских пунктов в сельской местности.
В 2017 году в учреждениях Министерства здравоохранения Республики Беларусь в районе работало 147 практикующих врачей и 534 средних медицинских работника. В пересчёте на 10 тысяч человек численность врачей — 28,3, численность средних медицинских работников — 102,8 (средние значения по Гродненской области — 48,6 и 126,9 на 10 тысяч человек соответственно, по Республике Беларусь — 40,5 и 121,3 на 10 тысяч человек). Обеспеченность населения врачами одна из самых низких в области. Число больничных коек в учреждениях здравоохранения района — 326 (в пересчёте на 10 тысяч человек — 62,8; средние показатели по Гродненской области — 81,5, по Республике Беларусь — 80,2). По обеспеченности населения больничными койками район занимает последнее место в области.

### Образование
По состоянию на 1 сентября 2008 года в системе образования Сморгонского района функционирует 25 общеобразовательных учреждений, в которых насчитывается 6579 учеников, в том числе: 
- средних школ — 9 (4516 учеников);
- комплексов детский сад — средняя школа — 5 (732 ученика);
- базовых школ — 5 (326 учеников);
- комплексов детский сад — базовая школа — 1 (57 учеников);
- комплексов детский сад — начальная школа — 3 (99 учеников);
- гимназия (741 ученик);
- школа-интернат для детей-сирот и детей оставшихся без попечения родителей (108 учеников);

Кроме этого, в районе действует 12 дошкольных учреждений, центр коррекционно-развивающего обучения и реабилитации, социально-педагогический центр, вечерняя школа, межшкольный учебно-производственный комбинат, центр творчества детей и молодёжи.
Сморгонский государственный колледж (ранее-Сморгонское государственное профессионально-техническое училище № 128 приборостроения) производит обучение на основе базового и среднего образования по специальностям: каменщик, штукатур, слесарь механосборочных работ, слесарь-ремонтник, продавец продовольственных товаров, оператор станков с программным управлением. Конкурсный отбор осуществляется на основании отметок, указанных в документе об образовании.
В 2017 году в районе насчитывалось 19 учреждений дошкольного образования (включая комплексы «детский сад — школа») с 2,3 тыс. детей. В 2017/2018 учебном году в районе действовало 19 учреждений общего среднего образования, в которых обучалось 5,6 тыс. учеников. Учебный процесс обеспечивали 701 учителей. В среднем на одного учителя приходилось 7,9 учеников (среднее значение по Гродненской области — 7,9, по Республике Беларусь — 8,7).

## Культура

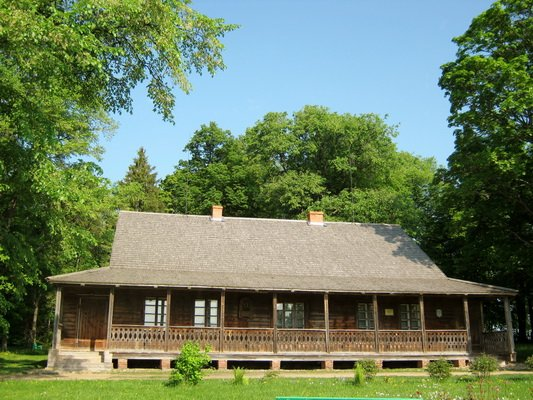
Музей-усадьба Франтишка Богушевича «Кушляны»

В районе действуют 2 самостоятельных музея и 1 филиал. В районном центре действует Сморгонский историко-краеведческий музей с численностью музейных предметов основного фонда 10,8 тыс. единиц.  В 2016 году музей посетили 11,3 тыс. человек (по этому показателю музей занимает 10-е место в Гродненской области). В деревне Залесье действует музей-усадьба Михаила Клеофаса Огинского с численностью музейных предметов основного фонда 0,1 тыс. единиц. В 2016 году музей посетили 25,1 тыс. человек (по этому показателю музей занимает 5-е место в Гродненской области, уступая только музеям Мира, Гродно и Лиды). 
В Кушляны (Сольский сельсовет) действует музей-усадьба Франтишка (Франциска) Богушевича — филиал Государственного музея истории белорусской литературы.

## Достопримечательность
- Усадьба М.К. Огинского, аг. Залесье
- Кревский замок. Крево – историческое место, в котором находятся руины первого каменного княжеского замка Беларуси – Кревского замка, построенного в конце ХIII – нач. XIV вв. князем Гедимином
- Костёл Преображения Господня в аг. Крево
- Церковь Святого Александра Невского в аг. Крево
- Церковь Девы Марии Розария в аг. Солы
- Костёл Матери Божией Доброго Совета в д. Нестанишки
- Церковь Святой Троицы в аг. Жодишки
- Костёл Святой Троицы в д. Данюшево
- Церковь Святого Тадеуша в аг. Вишнево
- Церковь Пресвятой Троицы в аг. Войстом
- Храм Покрова Пресвятой Богородицы в д. Михневичи
- Церковь иконы Божией Матери «Всех скорбящих радость», д. Кевлы
- Часовня в д. Оленец
- Валун «Асілак», д. Белая
- Руины Тупальского железнодорожного моста периода Первой мировой войны

### Исторические места
- Добровляны
- Крево
- Сморгонь
- Церковь Пресвятой Девы Марии (Нестанишки)

### Памятник, скульптура
- Памятник жертвам Первой и Второй мировых войн, д. Белая
- Памятник освободителям «Переправа»[42][43]. Расположен в 4-х километрах от г. Сморгонь, у развилки дорог на Вилейку и Свирь. 18 июля 1976 года в честь освободителей Сморгони была установлена стела с изображением звезды и гвардейского знака, а в 1982 году поставлен памятник — советский танк. В 2020 году на постаменте установлена памятная табличка.

### Жанровая скульптура, арт-объекты
- Памятник Медвежьей академии в Сморгони. Композиция установлена в 2013 году (скульптор Владимир Теребун). «Медвежья академия» — народное название промысла отлова и дрессировки медведей. Основан князьями Радзивиллами в XVII веке в Сморгонь.

## Галерея

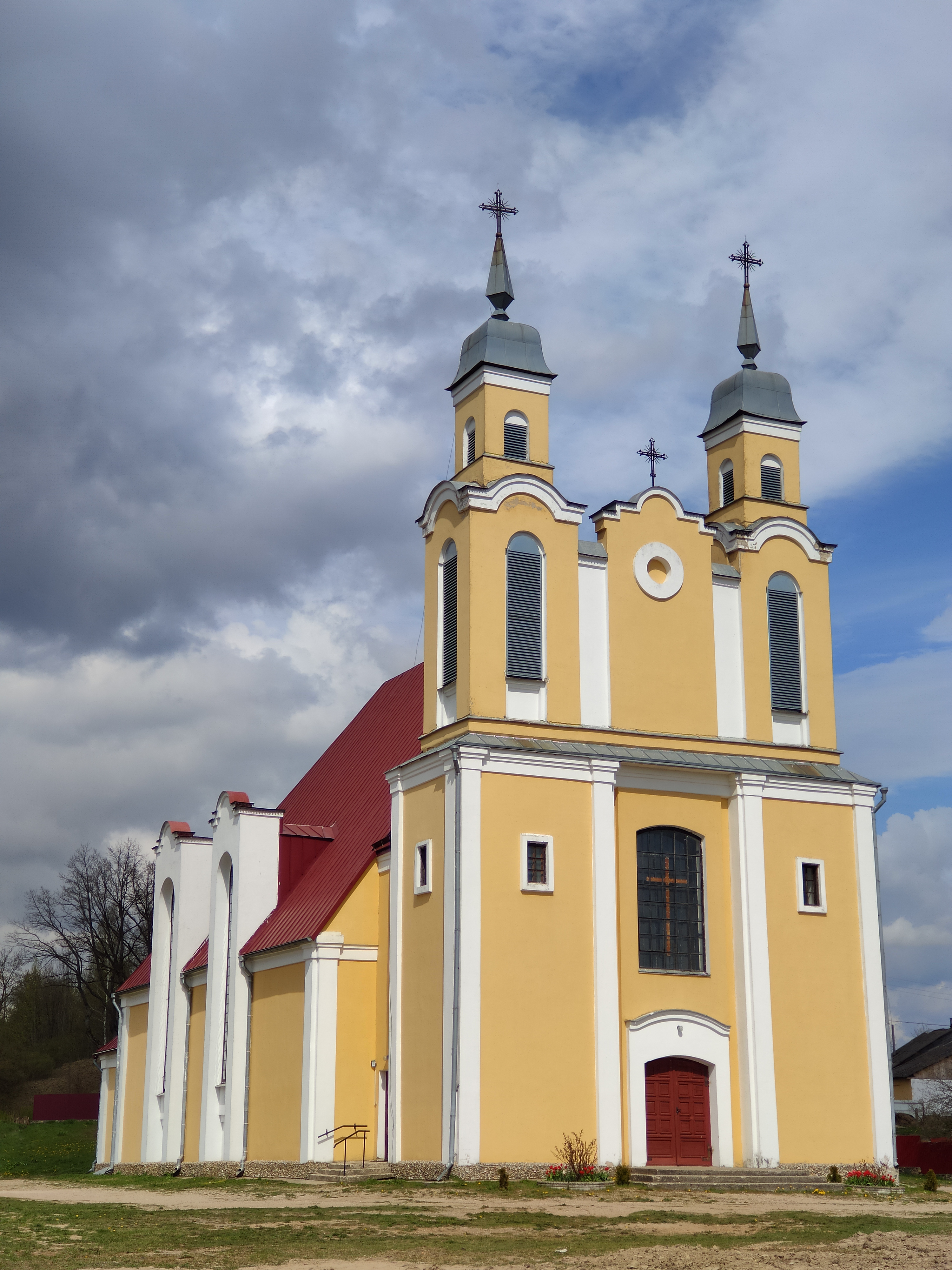
Костёл Преображения Господня в Крево
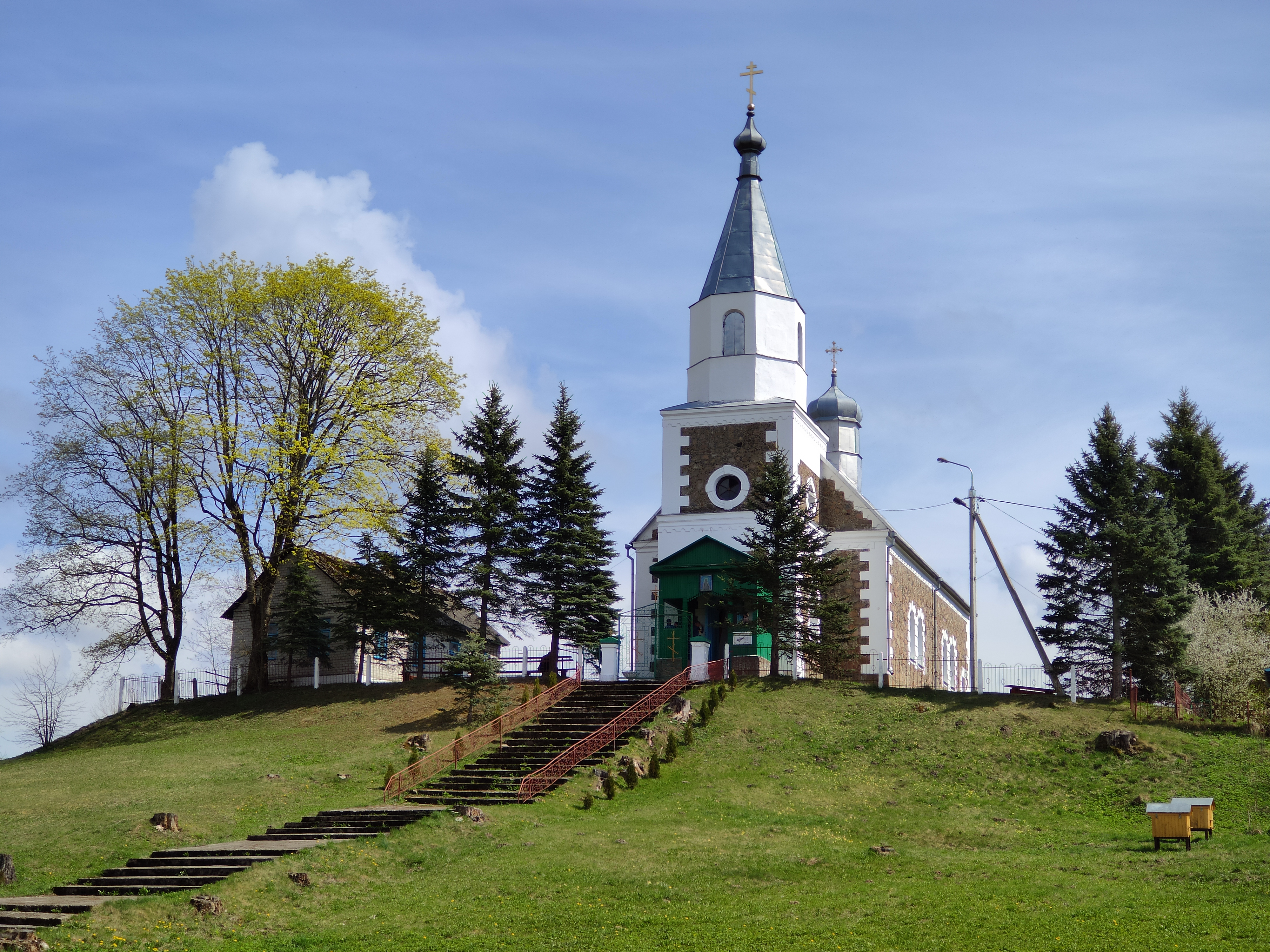
Церковь Святого Александра Невского в Крево
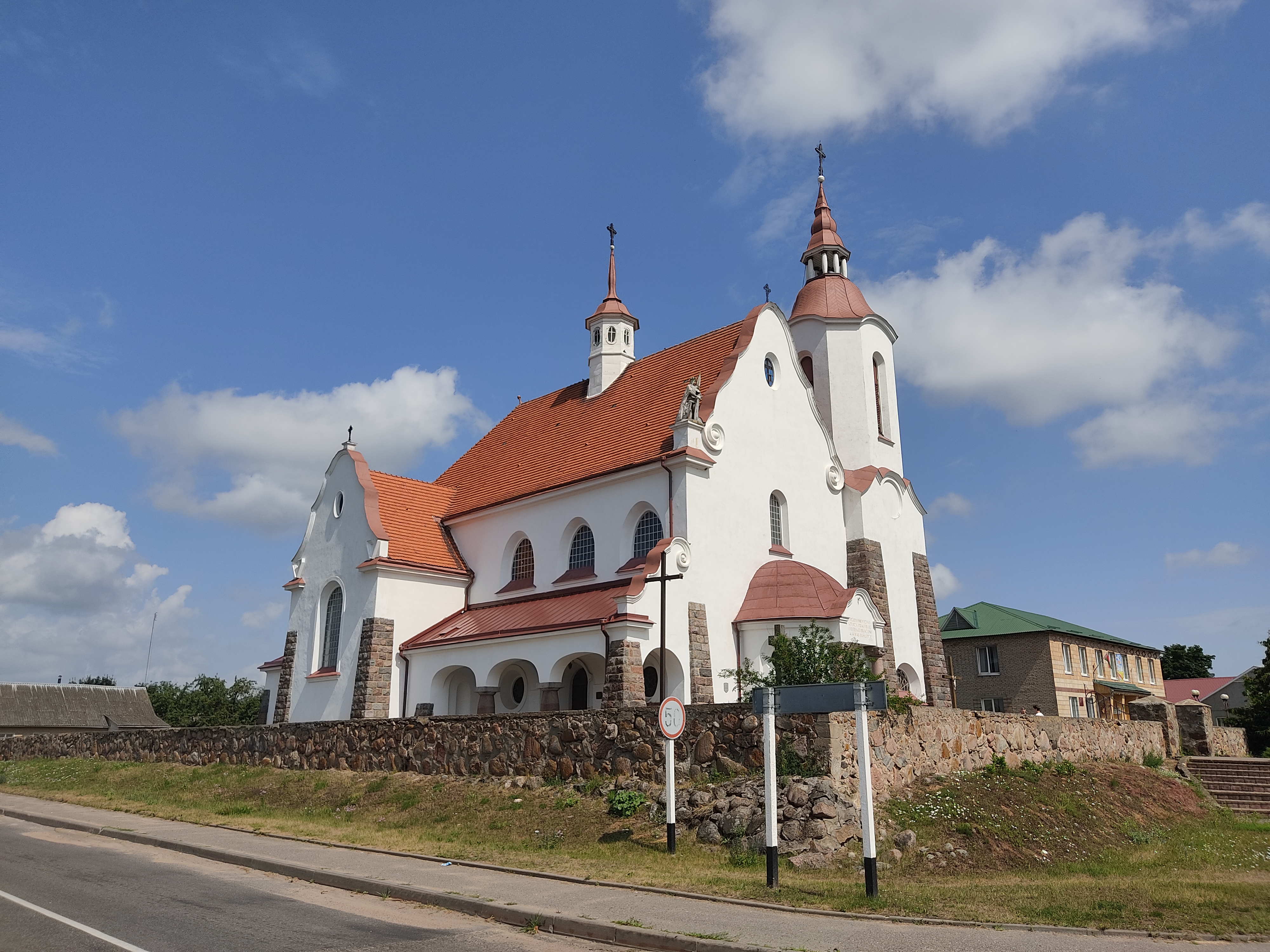
Церковь Девы Марии Розария в Солы
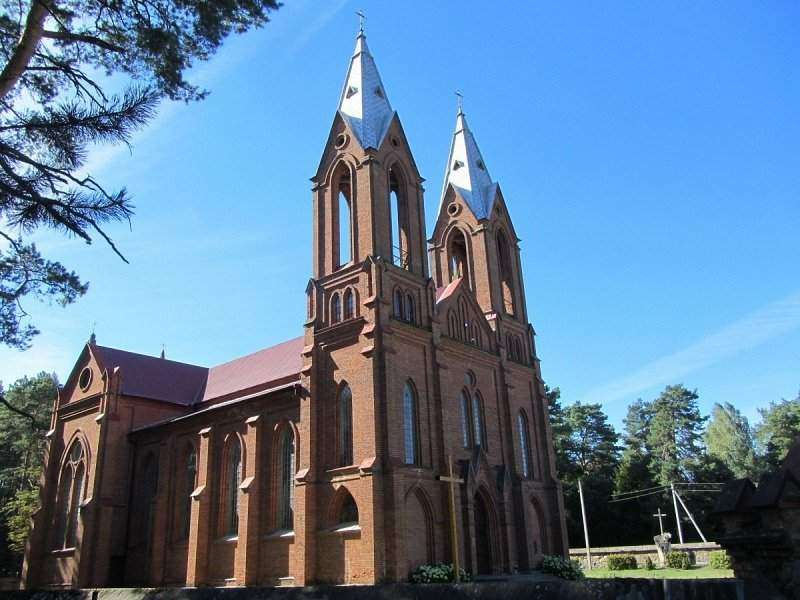
Костёл Матери Божией Доброго Совета в  Нестанишки
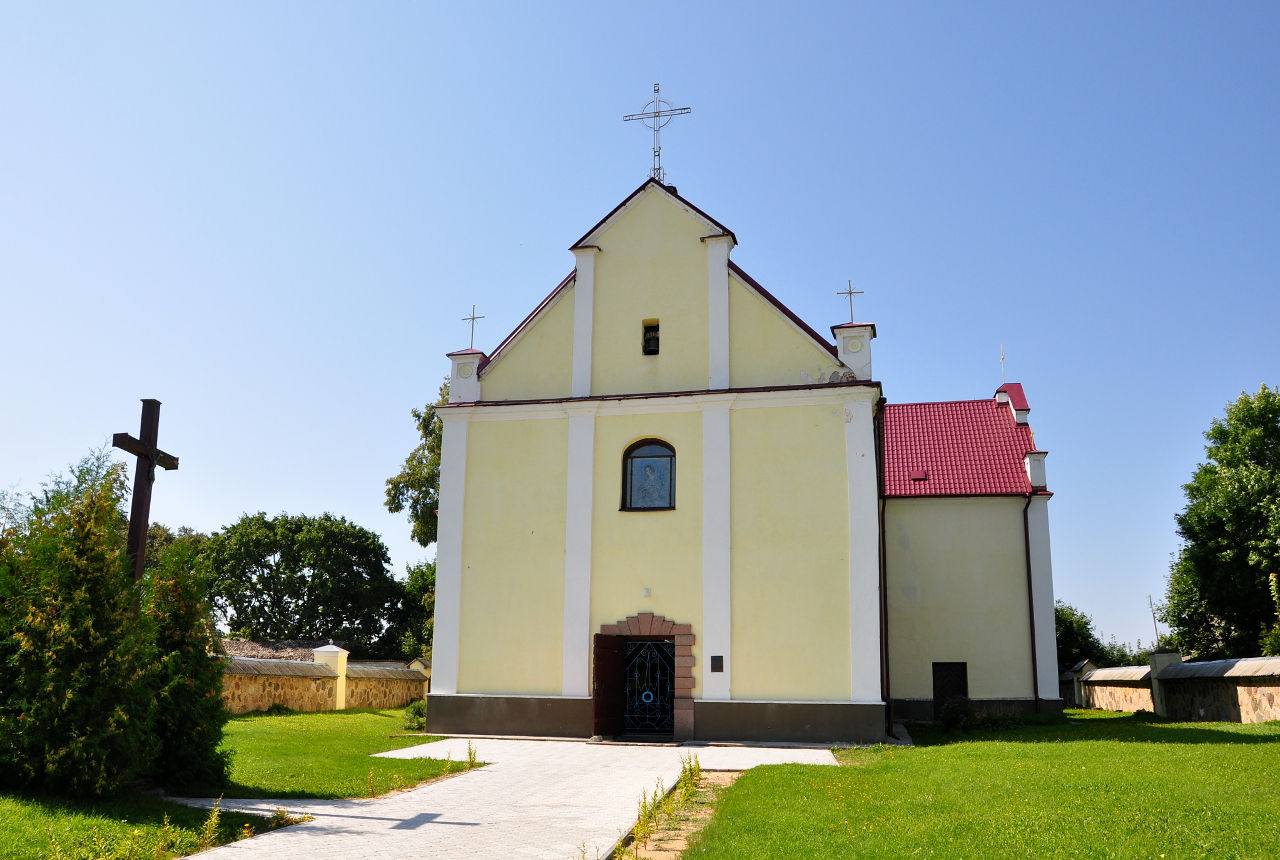
Церковь Святой Троицы в Жодишки
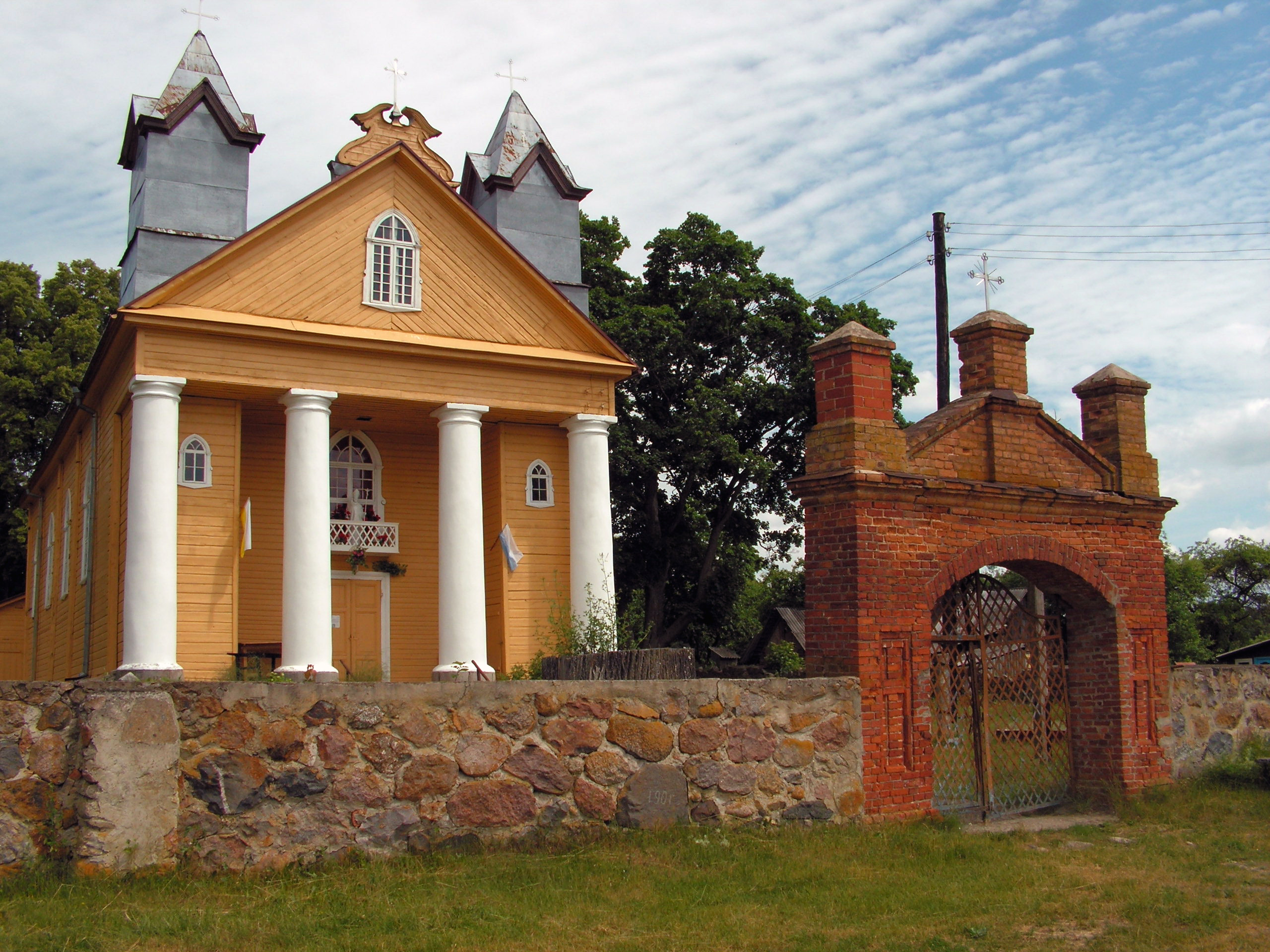
Костёл Святой Троицы в Данюшево
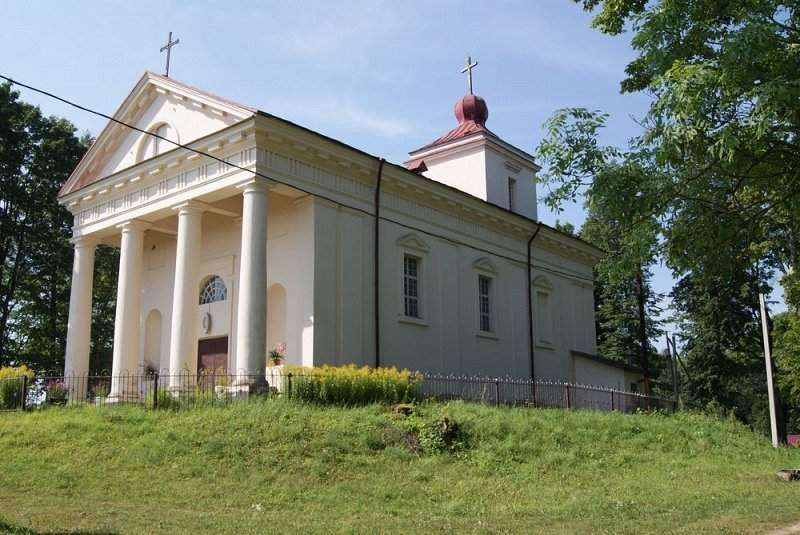
Церковь Святого Тадеуша в Вишнево
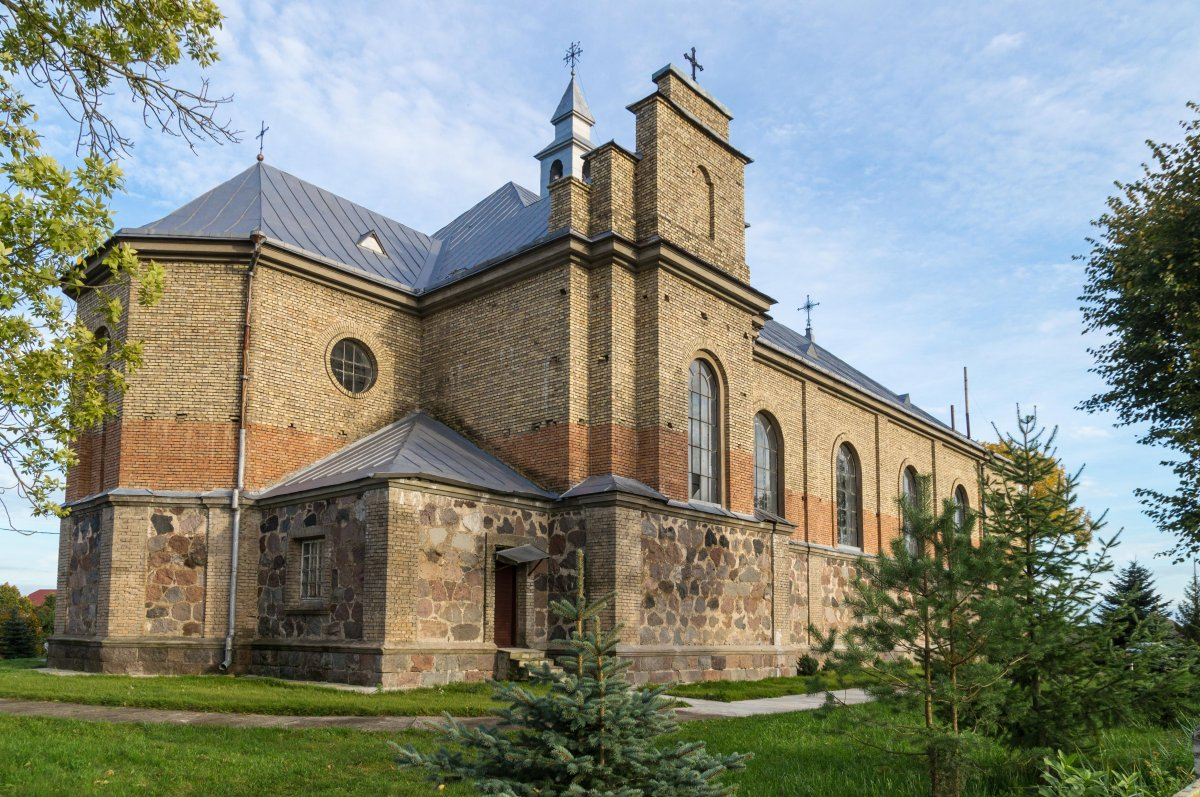
Церковь Пресвятой Троицы в Войстом
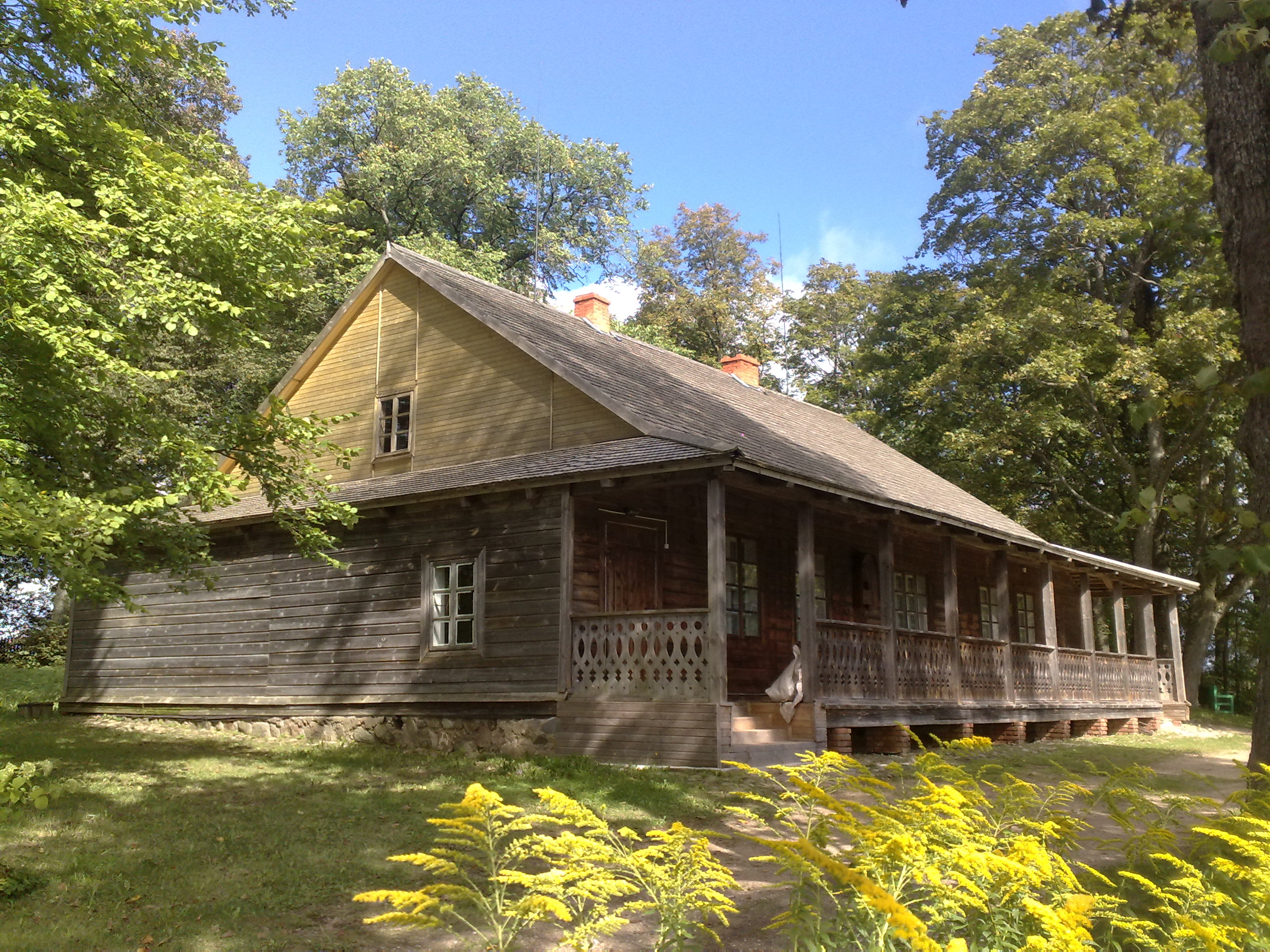
Музей-усадьба Франтишка Богушевича «Кушляны»
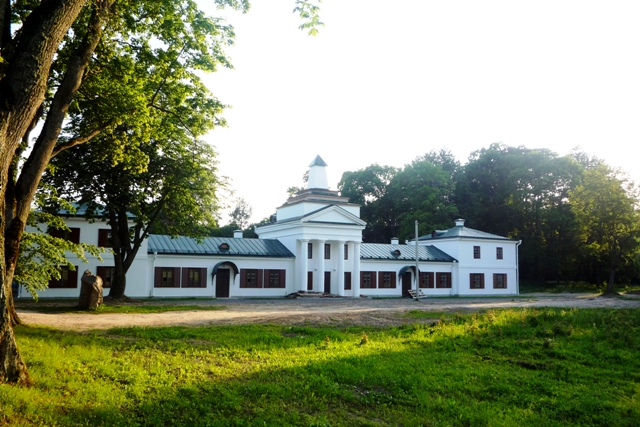
Музей-усальба Михаила Клеофаса Огинского
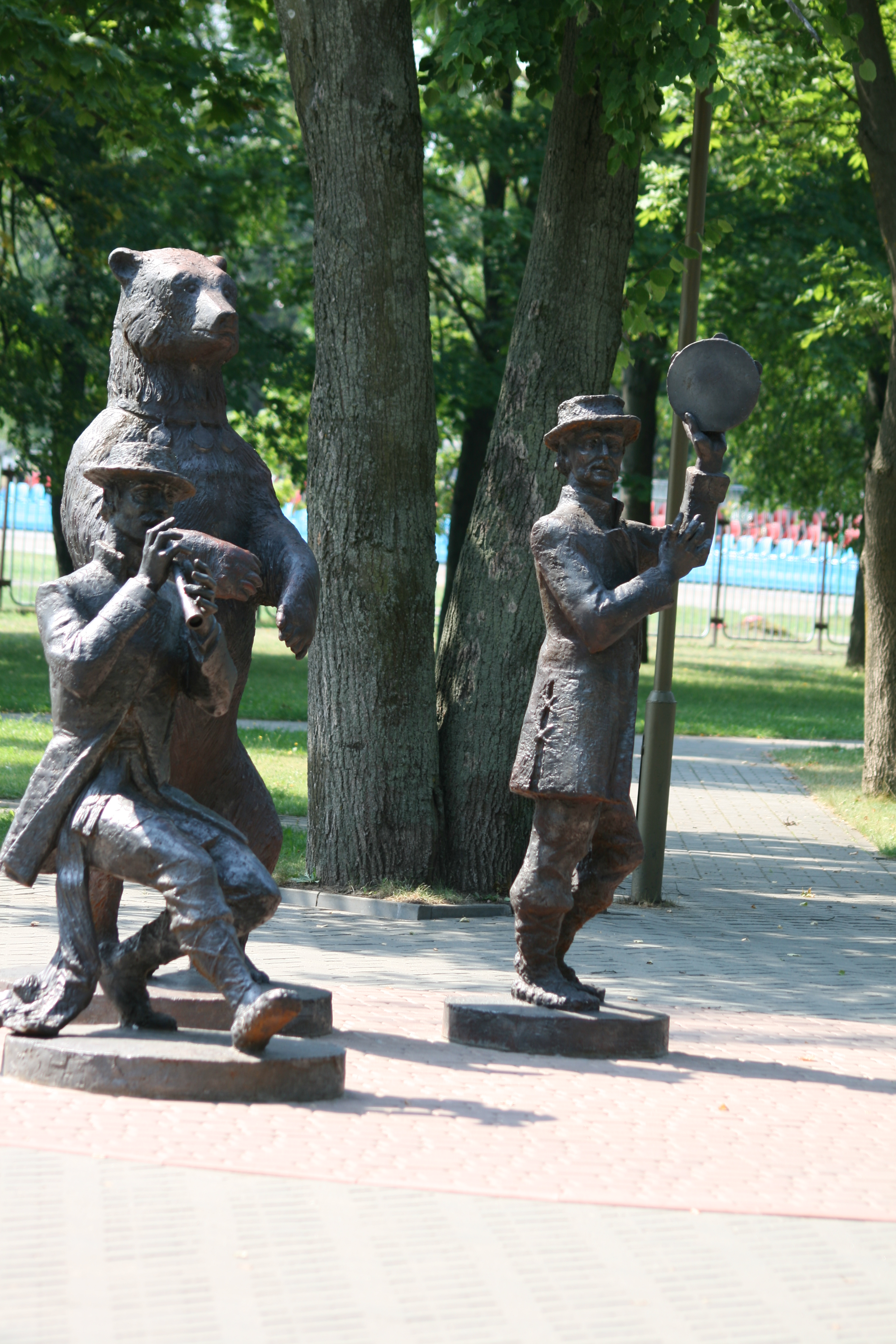
Памятник Медвежьей академии в Сморгонь